# Anatomia del Gray
L'Anatomia del Gray (Gray's Anatomy, nell'originale inglese) è un manuale medico-chirurgico di anatomia umana normale, scritto in origine dal chirurgo e anatomista inglese Henry Gray e illustrato dal suo collega Henry Vandyke Carter, anch'egli medico anatomista. Fu pubblicato per la prima volta nel Regno Unito nel 1858 col titolo Gray's Anatomy: Descriptive and Surgical. L'anno seguente fu pubblicato anche negli Stati Uniti.

## La base dell'opera

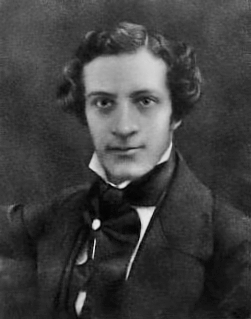
Henry Gray

L'anatomista inglese Henry Gray nel 1853 fu nominato docente di anatomia presso la St. George's Hospital Medical School di Londra. Nel 1855 avvicinò il suo collega Henry Van Dyke Carter con l'idea di produrre un "testo di anatomia poco costoso e accessibile agli studenti di medicina". Dissezionando corpi non riconosciuti in obitori grazie all'Anatomy Act del 1832, i due lavorarono per un anno e mezzo su ciò che avrebbe costituito la base dell'opera.
Il dottor Gray contrasse una grave forma di vaiolo mentre curava il nipotino Charles (che successivamente ne guarì), morendo a soli 34 anni, poco dopo la pubblicazione della seconda edizione del suo manuale.
L'Anatomia del Gray fu subito considerato nei paesi anglosassoni un classico per lo studio della morfologia umana, e tra il 1860 e il 1880 furono pubblicate in Gran Bretagna ben nove edizioni del testo (la nona venne data alle stampe nel 1880). La versione americana del testo uscì per la prima volta nel 1862, ricominciando l'enumerazione, nonostante corrispondesse all'ottava edizione britannica. Questa numerazione non uniforme diede spesso adito a fraintendimenti e confusioni, specialmente nelle citazioni di studi scientifici.
Il trattato, tra i classici per lo studio dell'anatomia umana, è stato continuato, rielaborato ed aggiornato, nel tempo, da diversi curatori ed è stato anche arricchito di riferimenti funzionali e patologici (invero non sempre pertinenti). Nelle ultime edizioni l'opera è stata riproposta con un taglio topografico. Del trattato esiste anche una edizione più breve (student) adatta alle lauree sanitarie triennali.
Il 26 settembre 2008 il lavoro è giunto alla quarantesima edizione (britannica). L'opera ha così compiuto 150 anni di ininterrotta pubblicazione.

### Galleria d'immagini

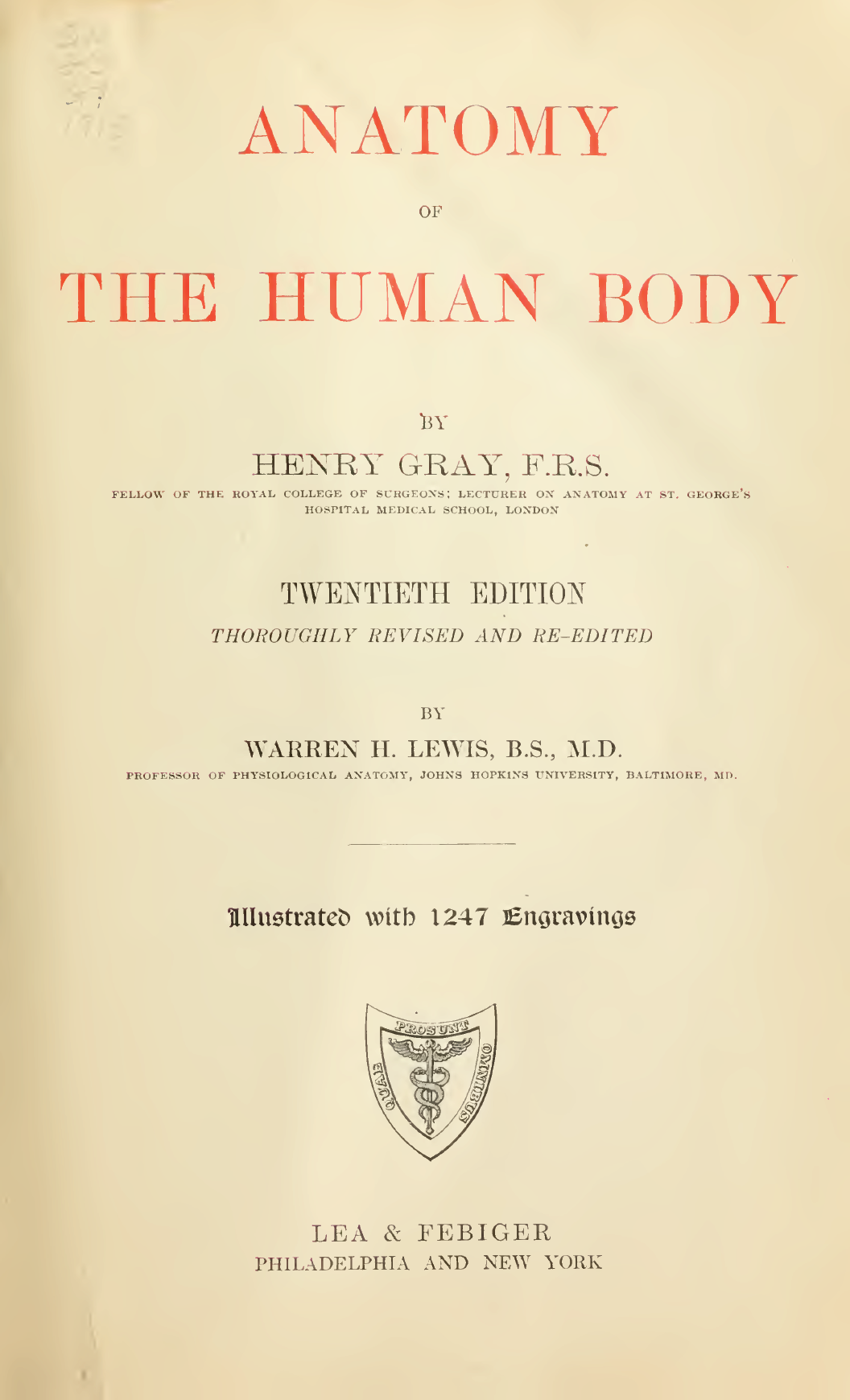
Gray's Anatomy – Edizione del 1918
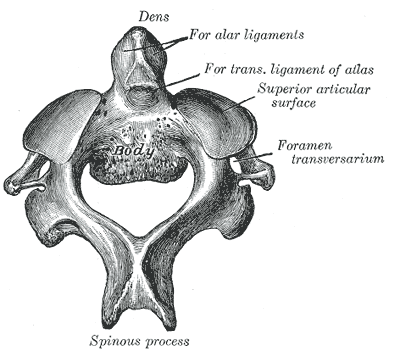
Tavole dell'edizione del 1858
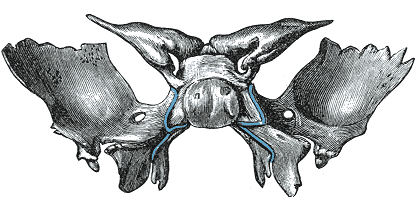
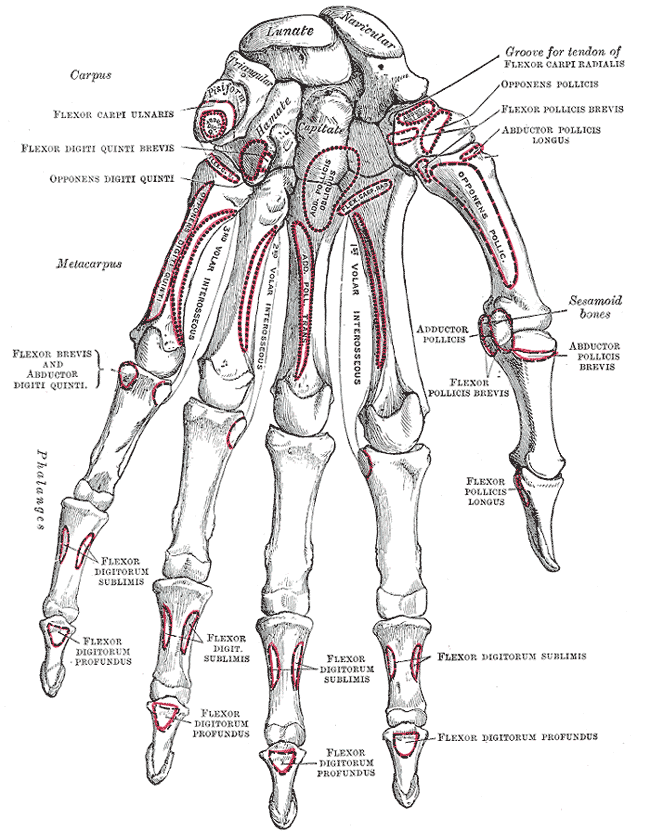
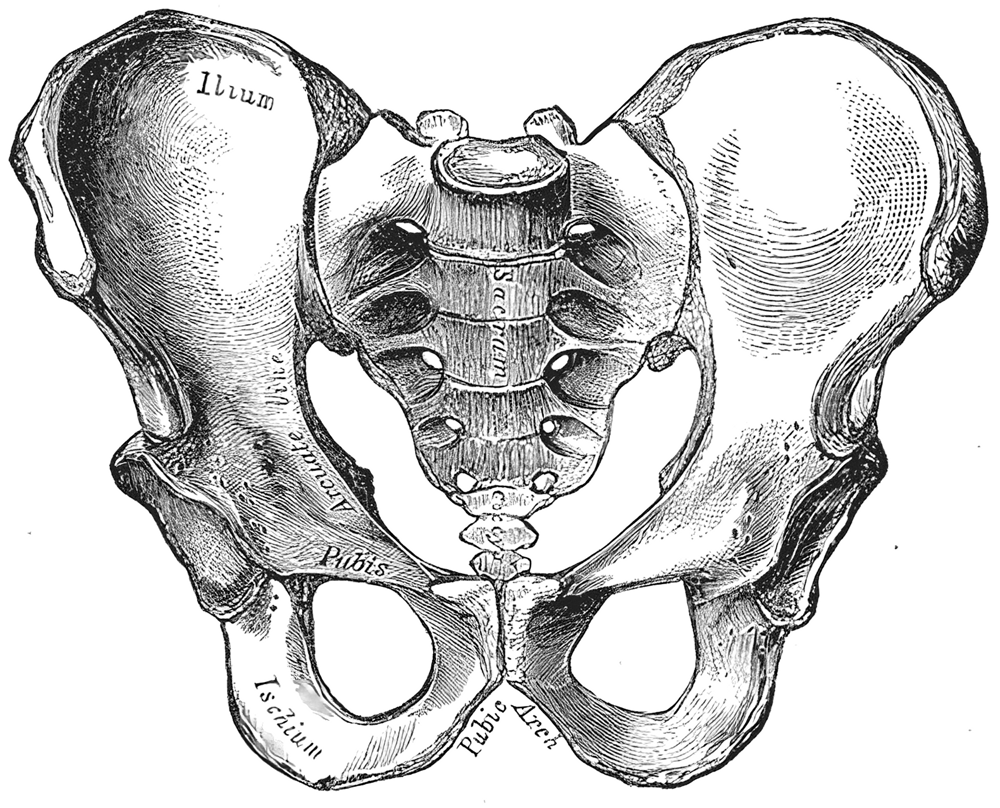
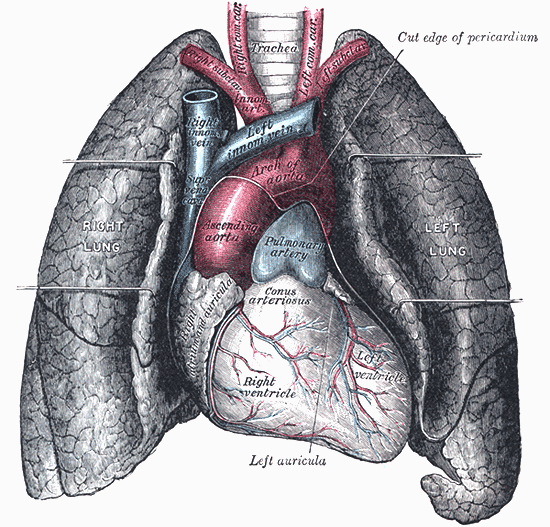

## Edizioni originali
- Gray's Anatomy: The Anatomical Basis of Medicine and Surgery, 39th edition (2004), 1600 pages, Churchill-Livingstone, ISBN 0-443-07168-3 (the U.K version).
- Gray's Anatomy: The Anatomical Basis of Clinical Practice, 39th edition (2004), 1627 pages, C.V. Mosby, ISBN 0-443-07168-3 (the U.S. version).

## Edizioni recenti
La trentanovesima edizione è stata pubblicata il 25 novembre 2004 nel Regno Unito, e il 24 novembre 2004 negli Stati Uniti. Disponibile anche in formato CD-ROM. Il curatore dell'edizione britannica è stato Churchill Livingstone, mentre C.V. Mosby lo è stato per quella statunitense, pubblicata a New York. I due testi sono quasi identici, con differenze minime dovute alle diverse terminologie tecnico-scientifiche in uso nei due paesi (ad esempio adrenaline ed epinephrine per l'adrenalina).
A partire dalla quarantesima edizione del settembre 2008 il testo è pubblicato da Elsevier sotto autorizzazione della Churchill Livingstone ed è disponibile sia nella versione cartacea sia nella versione on-line. Susan Standring, professoressa emerita del King's College London, è la direttrice del progetto internazionale.

### Edizioni in lingua italiana
L'ultima traduzione in lingua italiana, pubblicata sempre da Elsevier, è la 42ª (del marzo 2022), prodotta anche in cofanetti in cui è associato l'atlante di anatomia di Netter.
Le edizioni italiane del trattato comprendono: 
- Anatomia del Gray, Bologna, Zanichelli (2001), pp. 1024. ISBN 88-08-17710-6
- Anatomia del Gray. Le basi anatomiche per la pratica clinica, Elsevier Masson (2009), pp. 1696. ISBN 978-88-214-3132-6
- Anatomia del Gray. Le basi anatomiche per la pratica clinica, Edra Publishing (2017), pp. 1606. ISBN 978-8821441479
- Anatomia del Gray. Le basi anatomiche per la pratica clinica, Edra Publishing (2022), pp. 1760. ISBN 978-8821454929

## Cultura di massa
Il titolo dell'opera è stato di ispirazione nel mondo del cinema e della televisione, ad esempio:
- Gray's Anatomy - film del 1996 diretto da Steven Soderbergh;
- Grey's Anatomy - serie televisiva statunitense trasmessa dal 2005.
- Anatomy of Gray - commedia di Jim Leonard Jr.